# Alessandro Lucarelli
Alessandro Lucarelli (ur. 22 lipca 1977 w Livorno) – włoski piłkarz występujący na pozycji środkowego obrońcy. Jego brat Cristiano Lucarelli również był piłkarzem. W 2018 zakończył karierę. Był jedynym piłkarzem, który zaliczył spadek z drużyną, a następnie wspiął się ponownie z nią na szczyt (Serie A).